# جان كيفر
جان كيفر (بالفرنسية: Jean Kieffer)‏ (6 يونيو 1909 – 1 ديسمبر 1961) هو ملاكم لوكسمبورغي راحل، مثّل بلاده في الألعاب الأولمبية الصيفية في دورتي 1924 و1928.

## روابط خارجية
جان كيفر على موقع أوليمبيديا (الإنجليزية)